# Airaines
Airaines és un municipi francès situat al departament del Somme i a la regió dels Alts de França. L'any 2007 tenia 2.153 habitants.

## Demografia

### Població

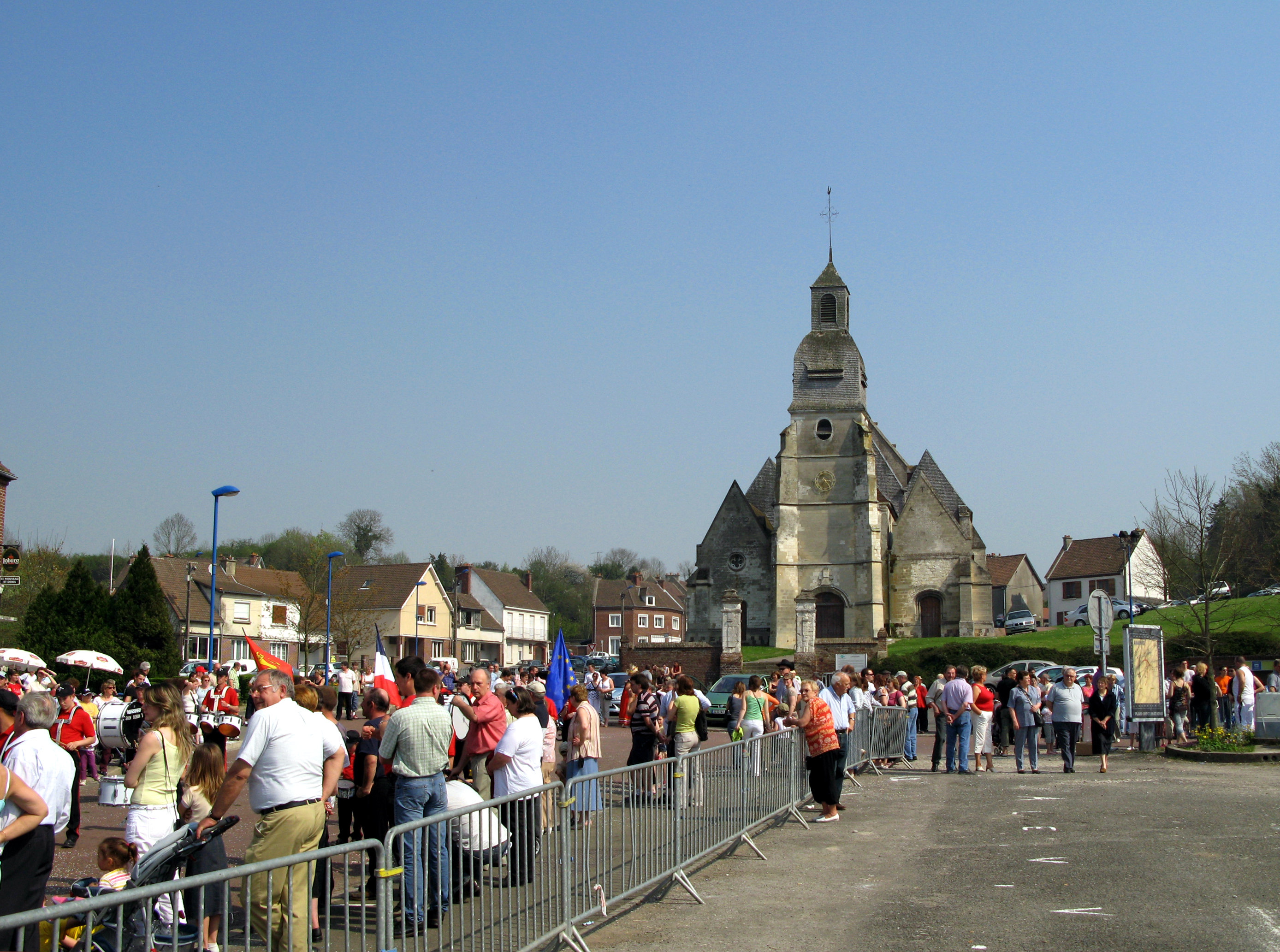
15 d'abril

El 2007 la població de fet d'Airaines era de 2.153 persones. Hi havia 849 famílies de les quals 237 eren unipersonals (100 homes vivint sols i 137 dones vivint soles), 260 parelles sense fills, 241 parelles amb fills i 111 famílies monoparentals amb fills.

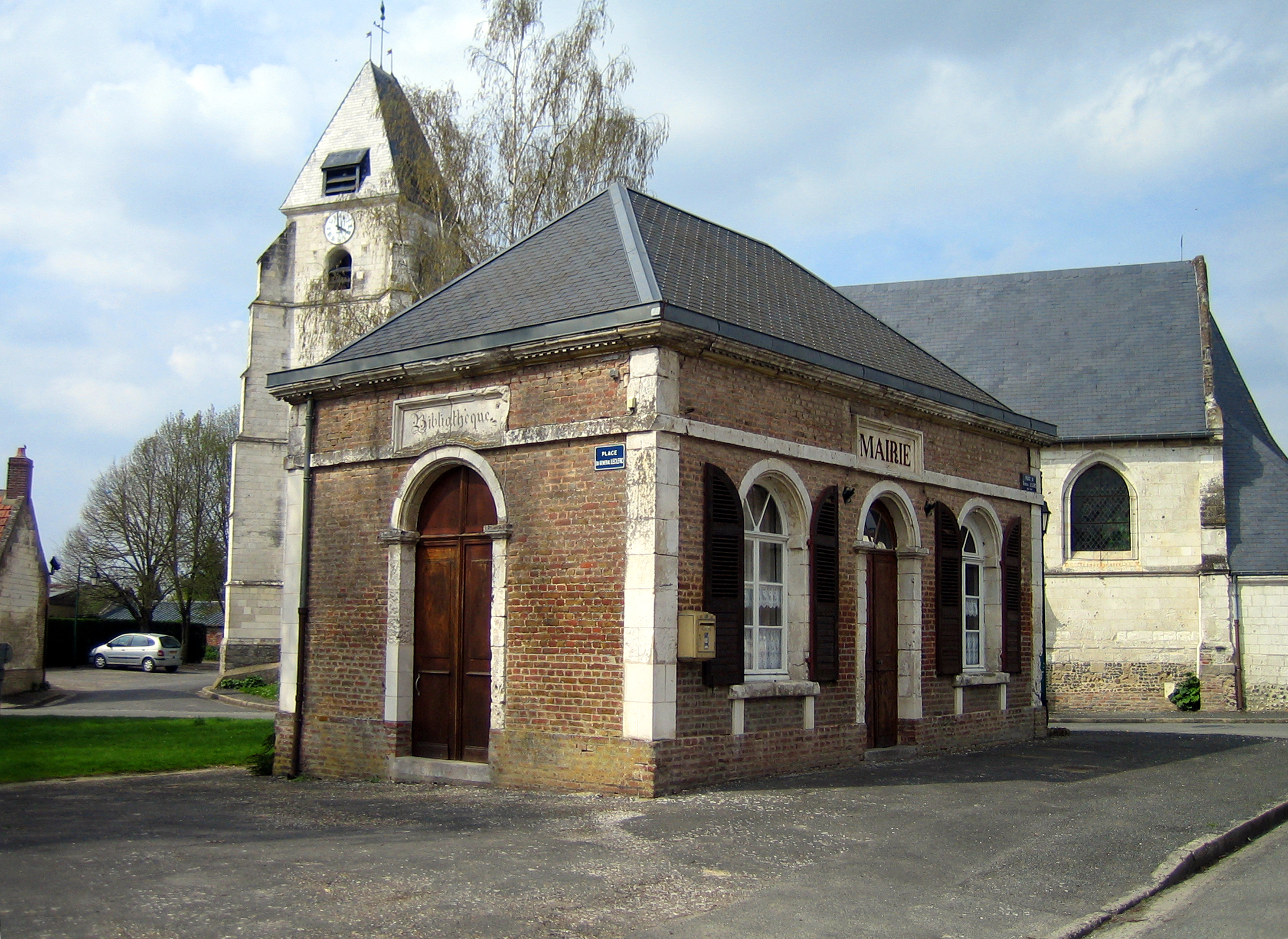

La població ha evolucionat segons el següent gràfic:
Habitants censats

### Habitatges
El 2007 hi havia 965 habitatges, 861 eren l'habitatge principal de la família, 35 eren segones residències i 69 estaven desocupats. 851 eren cases i 107 eren apartaments. Dels 861 habitatges principals, 466 estaven ocupats pels seus propietaris, 377 estaven llogats i ocupats pels llogaters i 19 estaven cedits a títol gratuït; 5 tenien una cambra, 52 en tenien dues, 136 en tenien tres, 253 en tenien quatre i 414 en tenien cinc o més. 561 habitatges disposaven pel capbaix d'una plaça de pàrquing. A 444 habitatges hi havia un automòbil i a 282 n'hi havia dos o més.

### Piràmide de població

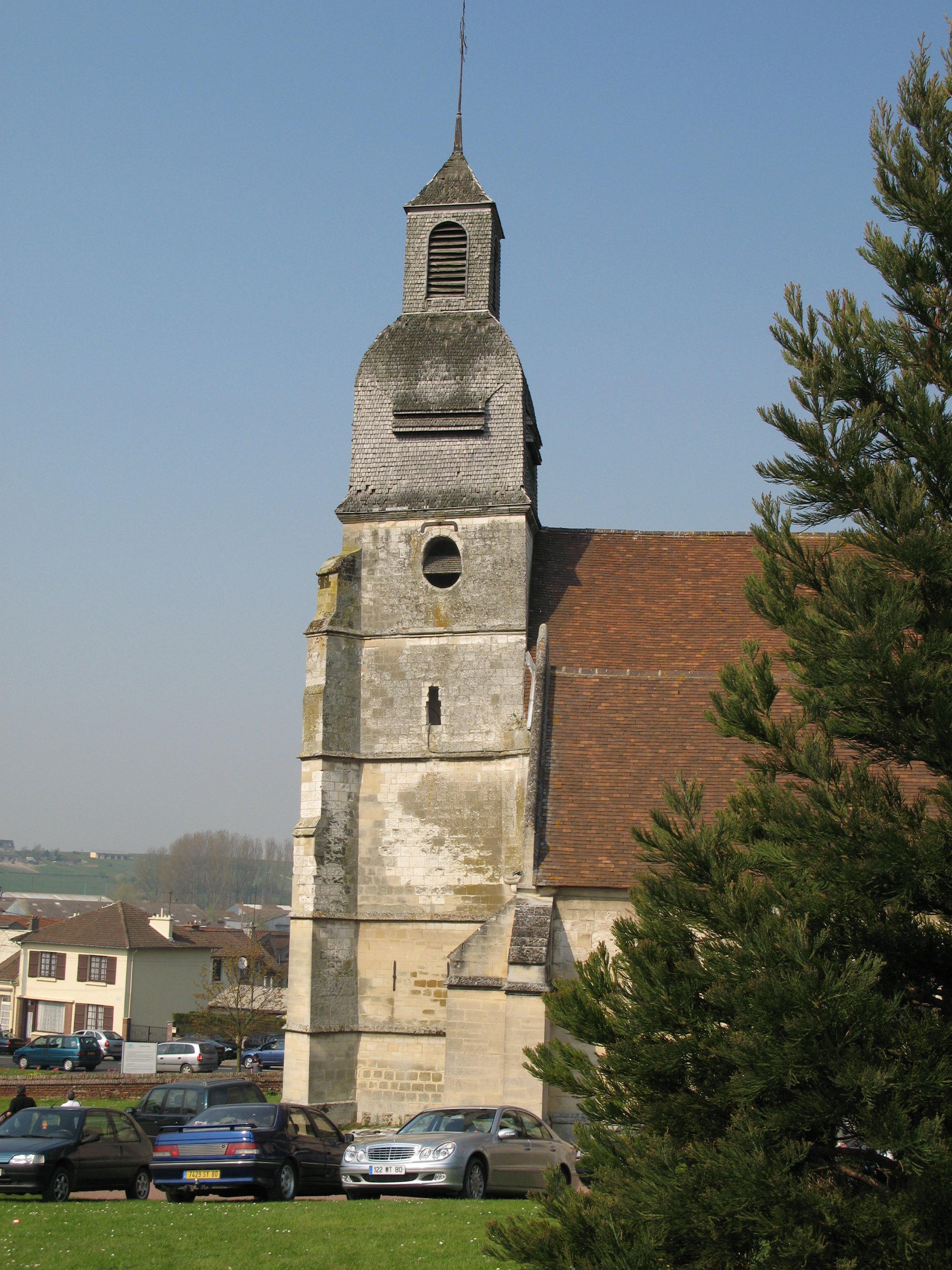

La piràmide de població per edats i sexe el 2009 era:
| Homes | Edats   | Dones |
| ----- | ------- | ----- |
| 0     | 95 o +  | 8     |
| 12    | 90 a 94 | 36    |
| 12    | 85 a 89 | 32    |
| 28    | 80 a 84 | 32    |
| 36    | 75 a 79 | 36    |
| 28    | 70 a 74 | 32    |
| 60    | 65 a 69 | 40    |
| 56    | 60 a 64 | 56    |
| 56    | 55 a 59 | 52    |
| 84    | 50 a 54 | 80    |
| 60    | 45 a 49 | 60    |
| 64    | 40 a 44 | 68    |
| 84    | 35 a 39 | 92    |
| 84    | 30 a 34 | 52    |
| 60    | 25 a 29 | 104   |
| 40    | 20 a 24 | 40    |
| 60    | 15 a 19 | 60    |
| 76    | 10 a 14 | 68    |
| 60    | 5 a 9   | 76    |
| 52    | 0 a 4   | 60    |

## Economia

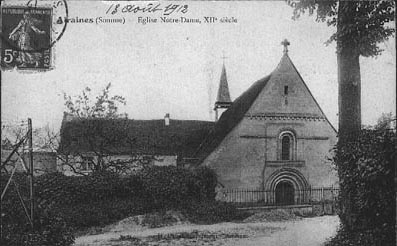

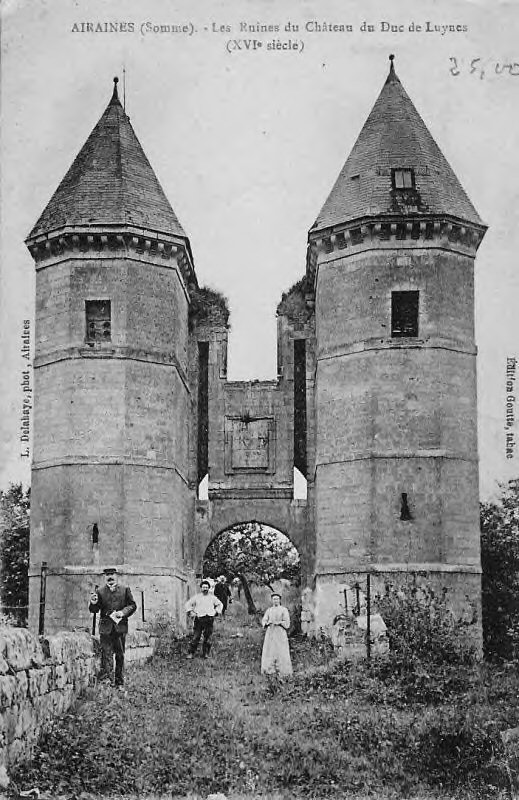

El 2007 la població en edat de treballar era de 1.343 persones, 926 eren actives i 417 eren inactives. De les 926 persones actives 817 estaven ocupades (440 homes i 377 dones) i 110 estaven aturades (43 homes i 67 dones). De les 417 persones inactives 149 estaven jubilades, 122 estaven estudiant i 146 estaven classificades com a «altres inactius».

### Ingressos
El 2009 a Airaines hi havia 910 unitats fiscals que integraven 2.200,5 persones, la mediana anual d'ingressos fiscals per persona era de 15.344 €.

### Activitats econòmiques
Dels 108 establiments que hi havia el 2007, 2 eren d'empreses extractives, 7 d'empreses alimentàries, 6 d'empreses de fabricació d'altres productes industrials, 8 d'empreses de construcció, 27 d'empreses de comerç i reparació d'automòbils, 6 d'empreses de transport, 7 d'empreses d'hostatgeria i restauració, 6 d'empreses financeres, 2 d'empreses immobiliàries, 14 d'empreses de serveis, 15 d'entitats de l'administració pública i 8 d'empreses classificades com a «altres activitats de serveis».
Dels 33 establiments de servei als particulars que hi havia el 2009, 1 era una gendarmeria, 1 oficina de correu, 3 oficines bancàries, 4 tallers de reparació d'automòbils i de material agrícola, 1 taller d'inspecció tècnica de vehicles, 1 autoescola, 1 paleta, 4 guixaires pintors, 1 fusteria, 1 lampisteria, 1 empresa de construcció, 6 perruqueries, 1 veterinari, 6 restaurants i 1 saló de bellesa.
Dels 18 establiments comercials que hi havia el 2009, 2 eren supermercats, 1 un supermercat, 1 una gran superfície de material de bricolatge, 2 fleques, 3 carnisseries, 1 una peixateria, 1 una llibreria, 1 una botiga de mobles, 1 una botiga de material de revestiment de parets i terra i 5 floristeries.
L'any 2000 a Airaines hi havia 19 explotacions agrícoles que ocupaven un total de 1.952 hectàrees.

## Equipaments sanitaris i escolars

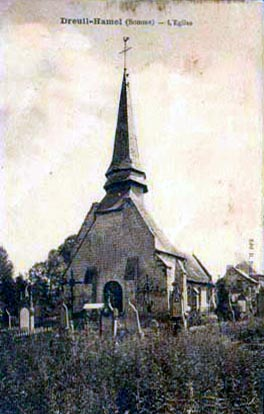

El 2009 hi havia 1 farmàcia i 2 ambulàncies.
El 2009 hi havia 1 escola maternal i 1 escola elemental. Airaines disposava d'un col·legi d'educació secundària amb 364 alumnes.

## Poblacions més properes

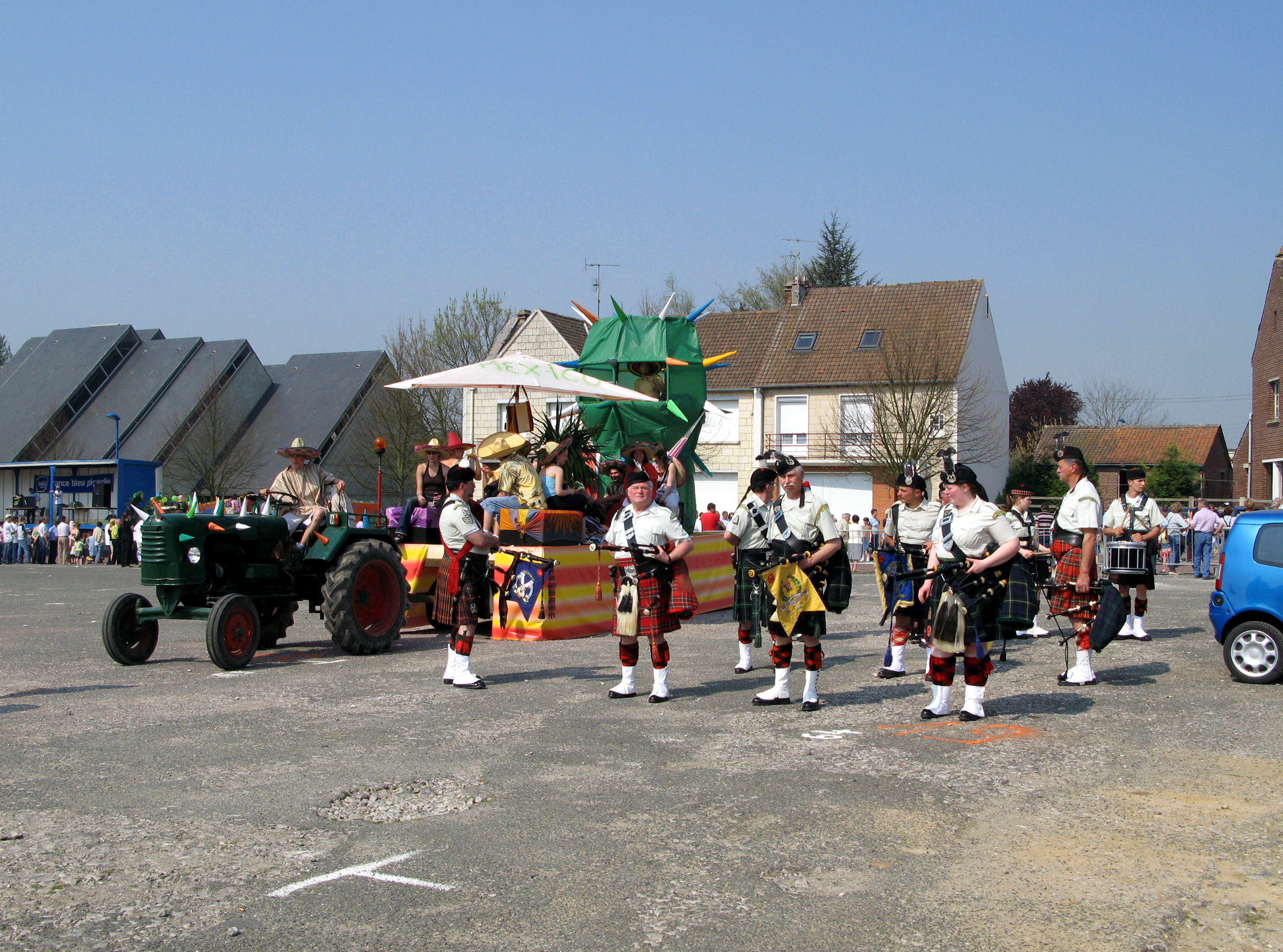

El següent diagrama mostra les poblacions més properes.